# Amtsgeheimnis
Das Amtsgeheimnis ist ein Geheimnis, das sich auf einen bestimmten, nachvollziehbaren Personenkreis von Amtsträgern beschränkt. Diese unterliegen dem Amtsgeheimnis, d. h. der Schweigepflicht. Der Geheimhaltungspflicht unterliegen auch Personen, denen bloß einzelfallweise ein Amt übertragen wird (zum Beispiel gerichtlich eingesetzte Übersetzer oder Sachverständige). Die Verletzung des Amtsgeheimnisses kann dienstrechtliche (Disziplinarverfahren), arbeitsrechtliche und strafrechtliche Konsequenzen nach sich ziehen. Dem Amtsgeheimnis entspricht das Dienstgeheimnis der im Dienstverhältnis Stehenden. Sonderfälle des Amtsgeheimnisses sind weiterhin das Sozialgeheimnis und das Steuergeheimnis.
Mehr als 110 Länder, darunter Deutschland (auf Bundesebene), haben Informationsfreiheitsgesetze eingeführt, in vielen Staaten wurden derartige Regelungen schon in den vergangenen 20 Jahren eingeführt. In weiteren Ländern sind entsprechende Gesetze zur Transparenz der Verwaltung geplant. Ein solches Gesetz gewährt den Bürgern ein subjektives Recht auf Zugang zu amtlichen Informationen, doch findet dieses Recht seine Grenze in mannigfaltigen Ausnahmetatbeständen.

## Österreich
In Österreich ist das Amtsgeheimnis seit 1925 in Artikel 20, Abs. 3 des Bundes-Verfassungsgesetzes verankert.

Österreich ist Europas letzte Demokratie mit einer umfassenden, im Rang der Verfassung stehenden, gesetzlichen Amtsverschwiegenheitspflicht. Die Amtsverschwiegenheit ist dabei in Art. 20 Abs. 3 B-VG wie folgt formuliert: 
Alle mit Aufgaben der Bundes-, Landes- und Gemeindeverwaltung betrauten Organe sowie die Organe anderer Körperschaften des öffentlichen Rechts sind, soweit gesetzlich nicht anderes bestimmt ist, zur Verschwiegenheit über alle ihnen ausschließlich aus ihrer amtlichen Tätigkeit bekannt gewordenen Tatsachen verpflichtet, deren Geheimhaltung im Interesse der Aufrechterhaltung der öffentlichen Ruhe, Ordnung und Sicherheit, der umfassenden Landesverteidigung, der auswärtigen Beziehungen, im wirtschaftlichen Interesse einer Körperschaft des öffentlichen Rechts, zur Vorbereitung einer Entscheidung oder im überwiegenden Interesse der Parteien geboten ist (Amtsverschwiegenheit).
Die Amtsverschwiegenheit besteht auch für Funktionäre, die von einem allgemeinen Vertretungskörper – etwa der Arbeiterkammer und der Wirtschaftskammer – bestellt werden. Das Amtsgeheimnis steht in einem Spannungsfeld mit der in Artikel 20, Abs. 4 der Bundesverfassung festgeschriebenen Auskunftspflicht für Behörden bei einer Bürger-Anfrage, die im Auskunftspflichtgesetz auf Bundesebene geregelt ist.
Die Amtsverschwiegenheit ist im Beamten-Dienstrechtsgesetz festgeschrieben. Beamte und ehemalige Beamte, die das Amtsgeheimnis verletzen, können mit bis zu drei Jahren Freiheitsstrafe bestraft werden.

### Verurteilungen wegen Verletzung des Amtsgeheimnisses (§ 310 StGB)
(Quelle: )

#### 2021–2000
| 2021 | 2020 | 2019 | 2018 | 2017 | 2016 | 2015 | 2014 | 2013 | 2012 | 2011 | 2010 | 2009 | 2008 | 2007 | 2006 | 2005 | 2004 | 2003 | 2002 | 2001 | 2000 |
| ---- | ---- | ---- | ---- | ---- | ---- | ---- | ---- | ---- | ---- | ---- | ---- | ---- | ---- | ---- | ---- | ---- | ---- | ---- | ---- | ---- | ---- |
| 2    | 2    | 3    | 1    | 3    | 1    | 2    | 3    | 1    | -    | 1    | 3    | 3    | 3    | 1    | 3    | 4    | -    | 2    | 4    | 3    | 4    |

#### 1999–1976
| 1999 | 1998 | 1997 | 1996 | 1995 | 1994 | 1993 | 1992 | 1991 | 1990 | 1989 | 1988 | 1987 | 1986 | 1985 | 1984 | 1983 | 1982 | 1981 | 1980 | 1979 | 1978 | 1977 | 1976 |
| ---- | ---- | ---- | ---- | ---- | ---- | ---- | ---- | ---- | ---- | ---- | ---- | ---- | ---- | ---- | ---- | ---- | ---- | ---- | ---- | ---- | ---- | ---- | ---- |
| 5    | 9    | -    | 1    | 3    | 4    | 3    | -    | 1    | -    | -    | -    | 2    | -    | 1    | -    | 2    | 1    | 4    | 1    | 2    | -    | -    | 1    |

### Diskussion über Abschaffung
Österreich liegt seit Jahren in einer internationalen Bewertung der nationalen Rechtslage zum Recht auf Information unter 111 Ländern an letzter Stelle und hat damit die schwächsten gesetzlichen Vorgaben für den Zugang zu staatlicher Information.
Seit 2013 wird in Österreich über die Streichung des Amtsgeheimnisses aus der Verfassung und die Einführung eines Grundrechts auf Informationszugang sowie den Beschluss eines Informationsfreiheitsgesetzes diskutiert. Angeregt wurde die Diskussion insbesondere durch die Bürgerrechtsorganisation Forum Informationsfreiheit, die in einer von mehr als 13.000 Bürgerinnen und Bürgern unterstützten Petition ein Transparenzgesetz nach Vorbild Hamburgs forderte.
Das von SPÖ und ÖVP beschlossene Arbeitsübereinkommen der österreichischen Bundesregierung für die Jahre 2013 bis 2018 sieht die Abschaffung des Amtsgeheimnisses vor. Im Arbeitsprogramm für 2017/2018, in dem die Regierung im Jänner 2017 ihre Pläne für den Rest der Legislaturperiode neu festlegte, findet sich keine solche Referenz mehr.
Im März 2014 ging ein Entwurf für eine Verfassungsänderung durch eine vorparlamentarische Begutachtung und wurde Ende 2014 von der Regierung beschlossen. Im November 2015 wurde ein Entwurf für ein Informationsfreiheitsgesetz einer Ausschussbegutachtung im Verfassungsausschuss des Parlaments unterzogen, der zwischen Regierungsparteien und den Landesregierungen akkordiert war. Der Entwurf wurde von Nicht-Regierungsorganisationen und Journalisten-Organisationen als unambitioniert und unzureichend kritisiert.
Beide Gesetzesentwürfe benötigen eine Zweidrittelmehrheit und liegen weiterhin beim Verfassungsausschuss, der das Thema im Oktober 2016 im Rahmen eines öffentlichen Experten-Hearings behandelte.
Im Juni 2017 scheiterte die Abschaffung erneut.
Auch ein parlamentarischer Vorstoß der Liste Jetzt im Februar 2019 wurde durch die Parteien ÖVP und FPÖ im Verfassungsausschuss abgewehrt.
Im Juni 2020 beriet die Bundesregierung aus ÖVP und Grünen erneut über die Abschaffung.
Mitte 2023 sah der Vorsitzende der Landeshauptleutekonferenz, Kärntens Landeshauptmann Peter Kaiser bzgl. eines österreichischen Informationsfreiheitsgesetzes weiterhin offene Fragen. Dazu kündigte die für Verfassungs-Themen zuständige Ministerin Karoline Edtstadler in einem Interview an, keinen Zeitpunkt mehr für eine Abschaffung ankündigen zu wollen. Die EU-Kommission äußerte in ihrem Rechtsstaatlichkeitsbericht mehrere Bedenken zu Österreich. NEOS-Vorsitzende Beate Meinl-Reisinger warnte vor „großzügigen Ausnahmen“ im Gesetz. „Gemeinden mit weniger als 10.000 Einwohnern sind nicht zur Veröffentlichung verpflichtet. Sie können solche Informationen nach Maßgabe dieser Bestimmungen veröffentlichen.“ (aus einem Arbeitsentwurf vom Juni 2023) Für Transparency International Austria hingegen sei klar: Ganz oder gar nicht. Überdies sei im derzeit diskutierten Entwurf auch nicht mehr die Rede von einem Sondervotum (dissenting opinion) für den Verfassungsgerichtshof (VfGH).
Am 5. Oktober 2023 wurde auf einer Pressekonferenz der Entwurf der Bundesregierung Nehammer (ÖVP/Grüne) für ein Informationsfreiheitsgesetz (Österreich) vorgestellt. Siehe derzeit unter: Informationsfreiheitsgesetz.

### Abschaffung 2024/2025
Mit Ministerratsbeschluss vom 5. Oktober 2023 wurde eine Regierungsvorlage zum Informationsfreiheitsgesetz beschlossen. Der Verfassungsausschuss des Nationalrats beschloss nach Verhandlungen zwischen den Regierungsparteien ÖVP und Grüne sowie der SPÖ am 15. Januar 2024 eine abgeänderte Fassung. Diese wurde vom Nationalrat am 31. Januar 2024 sowie vom Bundesrat am 15. Februar 2024 mit der nötigen qualifizierten Mehrheit beschlossen.
Das Gesetz umfasst eine Änderung des Bundes-Verfassungsgesetzes, mit der die Absätze 3 bis 5 des Artikel 20, die das Amtsgeheimnis regelten, aufgehoben wurden. Stattdessen wurde ein neuer Artikel 22a aufgenommen, der die Pflicht zur Veröffentlichung von Informationen von öffentlichem Interesse regelt. Er unterscheidet zwischen proaktiver Informationspflicht und Informationspflicht auf Anfrage. Proaktiv informationspflichtig sind der Nationalrat, der Bundesrat, Organe der Bundes- und Landesverwaltung und der ordentlichen Gerichtsbarkeit, Verwaltungsgerichte sowie der Verwaltungs- und Verfassungsgerichtshof. Für Gemeinden unter 5000 Einwohnern ist die proaktive Veröffentlichung freiwillig. 
Auf Antrag hat jedermann das Recht auf Informationen gegenüber allen Organen der Bundes- und Landesverwaltung (auch gegenüber kleinen Gemeinden und Gemeindeverbänden) sowie unter bestimmten Voraussetzungen gegenüber Stiftungen, Fonds, Anstalten und Unternehmen, die der Prüfung durch den Rechnungshof unterliegen.
Ausnahmen vom Recht auf Zugang zu Information betreffen integrations- oder außenpolitische Gründe, die nationale Sicherheit, die Landesverteidigung sowie wirtschaftliche und finanzielle Gründe.
Das Gesetz umfasst außerdem das neu geschaffene Informationsfreiheitsgesetz, das die Veröffentlichung von Informationen im Detail regelt, wie die Einrichtung eines Informationsregisters, das Verfahren des Informationsbegehrens und Rechtsschutzbestimmungen.
Das Gesetz tritt mit 1. September 2025 in Kraft und gilt nur für Informationen, die ab diesem Zeitpunkt entstehen. Früher entstandene Informationen können veröffentlicht werden.